# Centro de Formación Técnica Estatal del Maule
La Corporación Centro de Formación Técnica de la Región del Maule, es una institución superior técnica profesional chilena, creada por Ley, el 21 de marzo de 2016, organizada como Centro de Formación Técnica y constituida como una corporación pública; nacional, ⁣autónoma, pertinente, plural, descentralizada, regional y estatal; unida a la Red de Centros de Formación Técnica Estatales del Ministerio de Educación de la República de Chile.
La institución está articulada con la Universidad de Talca. La propuesta educativa opera con base en responder a los estándares legales definidos, la pertinencia territorial, social y académica, observando el marco valorico cívico - democrático del país, los derechos humanos y las necesidades de cobertura, competitividad y desarrollo económico - productivo de la Región del Maule. Imparte carreras Técnicas de Nivel Superior (Pregrado) en diversas áreas técnicas y sapienciales, y Postítulos (Diplomados) y Capacitación (Cursos y Seminarios). Cuenta con Campus en las ciudades de Linares y Parral.
Actualmente, se encuentra reconocido por el Ministerio de Educación, Autónoma. Aún no se acredita e informarán a tiempo cuando entrarán en evaluación. Tiene la exigencia legal de acreditarse hasta la dimensión de vinculación con el medio.  
La institución tiene convenios con Chile Valora, se rige por el Marco Nacional de Cualificaciones, conforma parte del Sistema de Acceso a la educación superior chilena y está adscrita a la Gratuidad estatal.   

## Historia
La Corporación CFT Estatal del Maule fue establecida luego de más de medio siglo en que el Estado de Chile no creara institucionalidad técnica superior en el país, por iniciativa de la segunda administración (2014-2018) de la Presidenta Michelle Bachelet, se promulgó la ley 20.910, que creó 15 nuevas centrales formativas técnicas estatales.Más tarde, el decreto con fuerza de ley número 6, de 7 de enero de 2017, estableció los estatutos del CFT.Se estableció su vinculación con la Universidad de Talca.
Inició sus actividades académicas en abril de 2018, usando provisoriamente el campus que tiene la UTAL en la ciudad de Linares. Más tarde, ocuparían un inmueble proporcionado por el Instituto Politécnico de Linares, en la calle Santa Lucinda.
En 2022 abrió su sede en la ciudad de Parral.
En 2023 se inauguró su campus en la avenida Presidente Ibáñez de la ciudad.

## Gobernanza

### Directorio
Es el alto órgano administrativo, además del Rector(a), en donde participan en formas iguales: Ministerio de Educación (MINEDUC), Corporación de Fomento de la Producción (CORFO), Servicio Nacional de Capacitación y Empleo (SENCE), Universidad Estatal Regional (UTAL), Liceos Ed. Media Técnico Profesional Regional, Organización de Sindicatos Regionales, Industrias Regionales.

### Rectoría
A través de un mecanismo de elección mediante proposición, es elegido vía selección por el Presidente de la República, a partir de una nómina del Consejo de Alta Dirección Pública del Estado. Su período es por 4 años.

## Sedes
- Casa Central: Av. Presidente Ibáñez 1105 - Linares
- Sede Parral: Urrutia 375 - Parral

## Carreras

### Carreras Técnicas de Nivel Superior[7]
- Administración de Organizaciones
- Administración Pública
- Construcción
- Contabilidad General
- Educación Diferencial e Inclusiva
- E. General Básica
- Electricidad
- Enfermería
- Fruticultura
- Informática
- Logística
- Mantención y Reparación de Máquina Pesada
- Mecánica Automotriz
- Operación y Mantención de Sistemas de Riego
- Turismo
- Parvularia Inclusiva

## Vinculaciones
- Presidencia de la República
- Ministerio de Educación - Subsecretaría de Educación Superior
- Red de Centros de Formación Técnica Estatales de Chile